# Ulrich Kropač
Ulrich Kropač (* 12. Juli 1960 in Altötting) ist Mathematiker und römisch-katholischer Theologe. Er lehrt und forscht als Professor für Religionspädagogik an der Katholischen Universität Eichstätt-Ingolstadt.

## Wissenschaftlicher Werdegang
Ulrich Kropač studierte von 1980 bis 1986 Mathematik und Informatik an der Technischen Universität München und schloss das Studium mit dem Diplom ab. Von 1986 bis 1991 studierte er an der Universität Passau und der Pontificia Università Gregoriana in Rom katholische Theologie (Diplom). Danach absolvierte er in der Diözese Passau eine Ausbildung zum Pastoralassistent. Es folgten theologisch-philosophische Studien an der Ludwig-Maximilians-Universität München und der Hochschule für Philosophie in München. Von 1995 bis 2004 war er wissenschaftlicher Mitarbeiter am Lehrstuhl für Religionspädagogik und Didaktik des Religionsunterrichts an der Katholisch-Theologischen Fakultät der Universität Regensburg bei Georg Hilger. Daneben ließ er sich zum Religionslehrer im Kirchendienst ausbilden und übte eine mehrjährige Tätigkeit als Religionslehrer aus.
1998 wurde Kropač von der Theologischen Fakultät der LMU München im Fach Dogmatik mit einer Arbeit zum Thema „Naturwissenschaft und Theologie im Dialog. Umbrüche in der naturwissenschaftlichen und logisch-mathematischen Erkenntnis als Herausforderung zu einem Gespräch“ (Doktorvater: Peter Neuner) promoviert. 2004 erfolgte die Habilitation an der Katholisch-Theologischen Fakultät der Universität Regensburg; Thema der Habilitationsschrift: „Religionspädagogik und Offenbarung. Anfänge einer wissenschaftlichen Religionspädagogik im Spannungsfeld von pädagogischer Innovation und offenbarungstheologischer Position“ (Moderator: Georg Hilger). 
2004 folgte Kropač einem Ruf auf den Lehrstuhl für Religionspädagogik und Katechetik an der Theologischen Hochschule Chur. 2007 erhielt er einen Ruf an die Katholische Universität Eichstätt-Ingolstadt, den er annahm. Seither ist Kropač dort Inhaber des Lehrstuhls für Didaktik der Religionslehre, für Katechetik und Religionspädagogik. Seit 2015 ist er Stellvertretender Vorsitzender des Hochschulrates der Katholischen Universität Eichstätt-Ingolstadt.

## Forschung
Folgende Themen bilden Schwerpunkte der Tätigkeit von Ulrich Kropač: religiöse Bildung in der öffentlichen Schule (post)moderner Gesellschaften; Bibeldidaktik (insbesondere im Horizont moderner literaturtheoretischer Strömungen); das Spannungsfeld Naturwissenschaft und Religion/Theologie in wissenschaftstheoretischer und religionspädagogischer Perspektive. Er veranstaltete verschiedene Tagungen: 2010 das internationale und interdisziplinäre Forschungssymposion „Jugend – Religion – Religiosität. Resultate, Probleme und Perspektiven der aktuellen Religiositätsforschung“, 2015 die internationale und interkonfessionelle Tagung „Zwischen Religion und Religiosität. Herausforderungen für Religionsunterricht und kirchliche Jugendarbeit durch ungebundene Jugendkulturen“, 2016 den Studientag „Jugend – Religion – Relevanz. Konfessioneller Religionsunterricht und Jugendpastoral in bekenntnisdiffusen Lebenswelten“, ebenfalls 2016 die Veranstaltung „Religion und Gewalt. Gewalt in Christentum und Islam als Herausforderungen für religiöse Bildung“. Für 2021 ist ein ExpertInnenkolloquium zum Thema „Religiöse Bildung in der Schule im Horizont wachsender Konfessionslosigkeit“ vorgesehen. Zur Forschungs- und Lehrtätigkeit von Ulrich Kropač kommen zahlreiche Vorträge und Fortbildungsmaßnahmen im In- und Ausland.
Von 2013 bis 2020 war Kropač zusammen mit Georg Langenhorst Schriftleiter der „Religionspädagogischen Beiträge“, der wichtigsten wissenschaftlichen Zeitschrift der katholischen Religionspädagogik im deutschsprachigen Raum. Gleichzeitig war er Mitglied im Vorstand der AKRK (= Arbeitsgemeinschaft Katholische Religionspädagogik und Katechetik). Seit 2021 ist er zusammen mit Ulrich Riegel Herausgeber des Standardwerks „Handbuch Religionsdidaktik“.

## Publikationen in Auswahl
- Kropač, Ulrich/Riegel, Ulrich (Hrsg.): Handbuch Religionsdidaktik, Stuttgart 2021.
- Kropač, Ulrich: Religion – Religiosität – Religionskultur. Ein Grundriss religiöser Bildung in der Schule, Stuttgart 2019.
- Kropač, Ulrich/Meier, Uto/Klaus, König (Hrsg.): Zwischen Religion und Religiosität. Ungebundene Religionskulturen in Religionsunterricht und kirchlicher Jugendarbeit – Erkundungen und Praxis, Würzburg 2015.
- Helbling, Dominik/ Kropač, Ulrich/ Jakobs, Monika/Leimgruber, Stephan (Hrsg.): Konfessioneller und bekenntnisunabhängiger Religionsunterricht. Eine Verhältnisbestimmung am Beispiel Schweiz, Zürich 2013.
- Kropač, Ulrich/Meier, Uto/Klaus, König (Hrsg.): Jugend, Religion, Religiosität. Resultate, Probleme und Perspektiven der aktuellen Religiositätsforschung, Regensburg 2012.
- Kropač, Ulrich/Langenhorst, Georg (Hrsg.): Religionsunterricht und der Bildungsauftrag der öffentlichen Schulen. Begründung und Perspektiven des Schulfaches Religionslehre, Babenhausen 2012.
- Kropač, Ulrich: Religionsunterricht in der Schule? Zur bildungstheoretischen Legitimität von Religion, Eichstätt 2008.
- Belok, Manfred/Kropač, Ulrich (Hrsg.): Seelsorge in Lebenskrisen. Pastoralpsychologische, humanwissenschaftliche und theologische Impulse, Zürich 2007.
- Kropač, Ulrich: Religionspädagogik und Offenbarung. Anfänge einer wissenschaftlichen Religionspädagogik im Spannungsfeld von pädagogischer Innovation und offenbarungstheologischer Position, Berlin 2006.
- Bahr, Matthias/Kropač, Ulrich/Schambeck, Mirjam (Hrsg.): Subjektwerdung und religiöses Lernen. Für eine Religionspädagogik, die den Menschen ernst nimmt (FS Georg Hilger), München 2005.
- Belok, Manfred/Kropač, Ulrich (Hrsg.): Volk Gottes im Aufbruch. 40 Jahre II. Vatikanisches Konzil, Zürich 2005.
- Kropač, Ulrich: Naturwissenschaft und Theologie im Dialog. Umbrüche in der naturwissenschaftlichen und logisch-mathematischen Erkenntnis als Herausforderung zu einem Gespräch, Münster – Hamburg – London 1999.